# Restinga del Nordest del Brasile
La restinga del Nordest del Brasile è una ecoregione definita dal WWF (codice ecoregione: NT0144) che si sviluppa lungo la costa nord-orientale brasiliana, negli stati di Maranhão, Piauí e Ceará. La parte occidentale dell'ecoregione ricade all'interno del Parco nazionale dei Lençóis Maranhenses, noto per le sue notevoli formazioni dunali.
La flora e la fauna di questa ecoregione, ricca di endemismi, differiscono significativamente da quelle della restinga della costa atlantica brasiliana e presentano maggiori affinità con quelle delle foreste pluviali dell'Amazzonia.